# Belley
Belley är en kommun i departementet Ain i regionen Auvergne-Rhône-Alpes i östra Frankrike. Kommunen ligger  i kantonen Belley som ligger i arrondissementet Belley. Belley är sous-préfecture i arrondissementet Ain och chef-lieu för arrondissementet Belley. Kommunens areal är 22,42 km². År 2022 hade Belley 9 270 invånare.

## Befolkningsutveckling
Antalet invånare i kommunen Belley
Referens: INSEE